# Laser & Photonics Reviews
Laser & Photonics Reviews (ook Laser and Photonics Reviews) is een internationaal, aan collegiale toetsing onderworpen wetenschappelijk tijdschrift op het gebied van de natuurkunde. De naam wordt in literatuurverwijzingen meestal afgekort tot Laser Photon. Rev.
Het wordt uitgegeven door Wiley-VCH en verschijnt 6 keer per jaar.
Het eerste nummer verscheen in 2007.